# Pino Masi
Pino Masi (Marinella di Selinunte, 26 gennaio 1946) è un cantastorie italiano.
Noto per il suo impegno politico, ha firmato alcuni dei canti di lotta più celebri del movimento del Sessantotto e degli anni successivi. Ha proseguito poi la sua attività di cantastorie alternando alla musica la pittura e la scrittura. Ha collaborato con Fabrizio De André (organizzando tra l'altro il suo primo concerto), Pier Paolo Pasolini, Dario Fo, Demetrio Stratos, Julian Beck, Lindsay Kemp, Donald Rafael Garrett, Giorgio Gaslini, Franco Basaglia e altri.

## Biografia
Nasce in Sicilia da padre pisano e madre siciliana. Ventenne, appena diplomato Maestro d'Arte e militante nel Potere Operaio pisano, nel settembre del 1966 fonda con Alfredo Bandelli, Riccardo Bozzi, Piero Nissim, Lydia Nissim, Charlotte Lantery, Piero Finà e Giovanna Silvestri il Canzoniere Pisano. Chiamato da Gianni Bosio a far parte del Nuovo Canzoniere Italiano - proprio a cavallo del Sessantotto pubblica Canzoni per il Potere Operaio nel 1967 e Quella Notte Davanti alla Bussola nel 1969 per I dischi del sole. Nello stesso periodo con Gianni Bosio e gli altri studiosi vicini all'istituto Ernesto De Martino (Anna Bravo, Franco Coggiola, Michele Straniero, Cesare Bermani, Goffredo Fofi, Dario Fo e Pier Paolo Pasolini), lavora alla ricerca della veridicità della storia ufficiale scritta, attraverso il suo confronto con la storia tramandata nella versione orale delle classi subalterne, e canta alle feste popolari con Rosa Balistreri, Giovanna Daffini, Giovanna Marini, Gualtiero Bertelli, Ivan Della Mea.
Nella crisi del Potere Operaio pisano (che si scinde nel 1969 in più parti) si avvicina insieme al gruppo del Canzoniere Pisano alle posizioni di Adriano Sofri e della nascente Lotta Continua divenendone la voce musicale ufficiale: lo stesso Canzoniere Pisano cambierà nome in Canzoniere del Proletariato. Divenuto dirigente dei nascenti Circoli Ottobre, dal 1970 in poi Pino compone e pubblica alcuni dei canti di lotta più famosi di quegli anni, canti che entrano a far parte del patrimonio culturale della nuova sinistra. Tutte le nuove canzoni di Pino Masi sono incise ogni volta istantaneamente e gratuitamente in numerosi dischi per le Edizioni Lotta Continua.
Tra le più famose ricordiamo La ballata del Pinelli, il cui testo fu concordato e redatto con Joe Fallisi in base agli appunti presi da quest'ultimo al Circolo Ponte della Ghisolfa tra gli amici anarchici del ferroviere milanese Giuseppe Pinelli morto precipitando da una finestra della questura di Milano, Liberare tutti, Prendiamoci la città (sulla musica di Universal soldier di Donovan), Claudio Varalli, L'ora del fucile (sulla musica di Eve of destruction, Il soldato Bruna, Lotta continua. I brani incisi sul primo 45 giri Edizioni Lotta Continua uscito in allegato all'omonimo settimanale nel maggio 1970 furono la Ballata della Fiat, La violenza e la Ballata del Pinelli.
Dopo averlo già assistito alle riprese dal 1971, Pino lavora fino al 1973 con Pier Paolo Pasolini alla colonna sonora ed al montaggio del film 12 dicembre (sui fatti legati alla Strage di piazza Fontana e alla morte del ferroviere anarchico Giuseppe Pinelli). A Pisa nel 1973 Pino dà vita alle rassegne annuali di musica e cultura con Libertà 1, nel 1974 fonda il Circolo Ottobre "Franco Serantini" che diventa centro motore di innumerevoli eventi culturali e - nel 1975 - il Collettivo Utopia per l'animazione teatrale. Sempre nel '75 organizza al Giardino Scotto di Pisa uno storico concerto: l'evento, dopo l'anteprima per amici e giornalisti alla Bussola, è il primo concerto pubblico ufficiale di Fabrizio De André.
Sul finire del 1975 Masi esce definitivamente da Lotta Continua e dai Circoli Ottobre, con un documento consegnato direttamente ad Adriano Sofri titolato Quando il pesce è marcio puzza dalla testa, dove predice e denuncia l'ingloriosa fine del movimento del Sessantotto, sprofondato in quella che lui ironicamente chiama 'la via alcolica al socialismo'. Rientra così a far parte del Nuovo Canzoniere Italiano con i cui Dischi del sole pubblica  il Lp Compagno sembra ieri, collabora di nuovo con Dario Fo nel 1977 (prima lo aveva fatto nel 1970 alle celebrazioni antifasciste nel pavese) per la registrazione alla Palazzina Liberty del Ci ragiono e canto - cento anni di storia italiana nelle canzoni del popolo - per il secondo canale televisivo pubblico Rai 2. Con il Lp Compagno, sembra ieri, Pino chiude il suo primo ciclo creativo. Ne aprirà presto uno nuovo, nel 1978, pubblicando con successo - per la Cramps di Gianni Sassi e gli Area di Demetrio Stratos - il Lp Alla Ricerca della Madre Mediterranea.
Dopo la pubblicazione di Alla Ricerca della Madre Mediterranea e gli anni successivi tutti dedicati alla ricerca etnica, nel 1986 Pino si ferma in Sicilia dove apre uno studio di pittura a Marsala, dando così libero sfogo alla sua attività artistica senza rinunciare alla musica. Ricomincia a comporre nuovi temi sugli antichi ritmi ritrovati e conduce una trasmissione settimanale sul folklore per una tv locale. È infatti proprio a partire da quel tesoro ancestrale che riprende come cantastorie a scrivere canzoni, tra cui i brani " a che sarà servita", "il veliero", "primavera", "mapperdindirindina", ecc. raccolti nell'album in CDbox "S'av'aScialàri" - Edizioni il Campano, Pisa, Ott. 2010 - registrato live con gli artisti del Tribal Karma Art Ensemble.
La pratica del Tribal Karma (adunanza settimanale a base di training gestuale, cibo biologico e musicoterapia collettiva) nasce attorno a Pino Masi in Sicilia, ma cresce a Pisa dal 1989. Proprio all'inizio di quell'anno Pino deve infatti rientrare a Pisa presso la madre sola e in difficoltà e, oltre a continuare anche qui a dipingere ed a comporre musica, si dedica come in Sicilia alla musicoterapia collettiva come pratica di ognuno alla consapevolezza di sé ed all'autocontrollo. Con gli amici con cui suona ed altri volontari, si impegna nella raccolta di aiuti umanitari per le popolazioni coinvolte in zone di guerra. Alla consegna ci pensa di persona lui in qualità di membro operativo per il Medio Oriente della Lega per il Disarmo Unilaterale fondata da Carlo Cassola: dal 1990 al 1992, ad esempio, Pino collabora con l'Alto commissariato delle Nazioni Unite per i rifugiati, dedicandosi sul campo alla difesa dei bambini durante la Guerra del Golfo.
Dalla pratica settimanale del Tribal Karma nasce e cresce negli anni il Tribal Karma Art Ensemble che lo accompagna dal 1994, quando l'Ensemble debuttò con Pino al festival internazionale del folklore interetnico di AlHoceima, nel Magreb. Nel privato non dimentica la pittura e si dedica anche alla scrittura, pubblicando l'elegia Pìsae Càpita Mundi nel 2000, un poemetto satirico in vernacolo pisano, La Legge der Menga, nel 2003 ed il volume Quarant'anni Cantati nel 2005, con tutti i testi delle sue canzoni dal 1966 ad oggi ed il loro puntuale commento storico-sociale, per la casa editrice pisana Il Campano.
Nell'autunno del 2011, nasce il Nuovo Canzoniere Pisano.

## Cinema
Dal settembre del 1970 all'estate del 1973 Pino Masi, su richiesta di Pier Paolo Pasolini, collabora alle registrazioni sonore dal vivo dei cortei e delle canzoni di quel periodo e al montaggio e alla sincronizzazione del film-documento 12 dicembre sulla strage terroristica alla Banca dell'Agricoltura di Milano del 12 dicembre 1969 e sulla morte dell'anarchico Giuseppe Pinelli.
Nel 2011 esce I primi della lista di Roan Johnson, film basato su un singolare episodio che ha coinvolto in gioventù Pino Masi e altri due militanti di sinistra, che i primi di giugno del 1970 fuggirono in Austria con l'intenzione di chiedere asilo politico per paura che di lì a breve sarebbe stato attuato un colpo di Stato. Sei mesi dopo, il golpe mancato di Junio Valerio Borghese sembrò dare corpo ai loro timori. Il personaggio di Pino Masi è interpretato da Claudio Santamaria.

## Discografia

### EP
- Canzoniere Pisano – Canzoni per il potere operaio (Dischi del Sole, DS 67, 1967) Contiene: “Mario della Piaggio”, “Sette anni fa”, “Gino della Pignone”, “Padrone Olivetti”, “Stornelli pisani”.
- Canzoniere Pisano – Quella notte davanti alla Bussola (Dischi del Sole, DS 69, 1969) Contiene: “15 ottobre alla Saint Gobain”, “Telegrafo Nazione la stampa del padrone”, “Il girasullo”, “Quella notte davanti alla Bussola”.

### Album
- 12 dicembre (Circoli Ottobre, CO LP 01, 1970) Colonna sonora del cortometraggio diretto da Giovanni Bonfanti da un'idea di Pier Paolo Pasolini (sceneggiatura di Bonfanti e Goffredo Fofi).[7]
- Compagno sembra ieri (Dischi del Sole, DS 1075/77, 1976)
- Ci ragiono e canto (Voll. 1,2,3; Collettivo La Comune 1977)
- Alla ricerca della madre mediterranea (Cramps Records, CRSLP5401/1, 1977) Pino Masi (voce, chitarra ritmica), Rafael Garrett (clarinetto, flauto, basso), Roberto Della Grotta (basso), Lucio Fabbri (violino), Luca Cecchetti (rumori)
- S'av'a scialàri! (CulturePromòter Cd010, - Edizioni il Campano, Pisa - Ott.2010 - Distr. IstitutoDemartino) con Pino Masi (voce, chitarra ritmica) ed il "Tribal Karma Art Ensemble": Chiara e Samuele Anfuso (djambe), Adriano Masi (derbouka), Marco Cruschelli (chitarra solista), Marc Leguen Delacroix (tromba), Lorenzo Di Sandro (fisarmonica), Fabio Di Tanno (basso elettrico e contrabbasso), Anita Masi (ciancianas, maracas, palo de lluvia), Andrea Mosca (chitarra distorta)

### Singoli
- La ballata della Fiat (A. Bandelli)/La violenza (A. Bandelli)/La ballata del Pinelli (P. Masi) (Lotta Continua, LC 1, 1970)
- Proletari in divisa/Da quando son partito militare/Questa prigione è scura/Ti ringrazio ministro (Lotta Continua, LC 2, 1971)
- Compagno Saltarelli noi ti vendicheremo/Lotta Continua/L'ora del fucile (Lotta Continua, LC 3, 1971)
- L'Internazionale proletaria/Se c'è la crisi per il padrone/Sarete voi padroni ad emigrare (Lotta Continua LC 4, 1971)
- Liberare tutti/Trenta luglio alla Ignis (Lotta Continua, LC 5, 1971)
- Prendiamoci la città/Tarantella di via Tibaldi (Lotta Continua, LC 8, 1972)
- Le canzoni della lotta armata in Irlanda: "Libera Belfast"/"No! Nessuno mai ci fermerà"/"I volontari di Bogside" (Lotta Continua, LC 9, 1972)
- La ballata di Franco Serantini/Non ci provate (Lotta Continua, LC 14, 1972)